# 古河赤十字病院
古河赤十字病院（こがせきじゅうじびょういん、英語: Koga Red Cross Hospital）は、茨城県古河市にある医療機関である。古河市の基幹病院として地域医療支援病院、第二次救急医療機関の機能を有している他、災害時には地域災害医療センターとして古河市・坂東市・猿島郡からなる医療圏を受け持っている。

## 沿革
- 1952年（昭和27年）
  - 11月 - 猿島郡新郷村中田新田（当時）の民家を改築し、日本赤十字社茨城県支部猿島診療所を開設
- 1953年（昭和28年）
  - 11月 - 猿島赤十字病院と改称し、猿島郡勝鹿村（後の総和町→古河市）上辺見の陸上自衛隊古河駐屯地北側に移転
- 2005年（平成17年）
  - 10月 - 古河赤十字病院へ名称変更（猿島郡総和町が合併により古河市の一部となったことによる）
- 2010年（平成22年） 
  - 5月 - 下山町（古河駅東部土地区画整理事業用地・現在地）に移転
- 2017年（平成29年）
  - 3月 - 自治医科大学が古河地域臨床教育センター開設[1]

## 診療科
- 内科

- 消化器・肝臓内科
- 循環器内科
- 腎・高血圧科
- 内分泌・糖尿病科
- 神経内科
- 呼吸器内科
- 血液内科
- アレルギー・膠原病・リウマチ科
- 生活習慣病科
- 外科
- 肛門外科
- 乳腺外科
- 心臓血管外科
- 整形外科
- 形成外科
- 脳神経外科
- 麻酔科
- 婦人科
- 小児科
- 泌尿器科
- 眼科
- 耳鼻咽喉科
- 皮膚科

## 医療機関の指定等
- 二次救急医療機関[1]
- 茨城県災害拠点病院（地域災害医療センター）
- 第二種感染症指定医療機関[2]
- 地域医療支援病院
- 難病医療協力病院指定
- 病院群輪番制病院
- 結核予防法指定医療機関
- 精神衛生法医療取扱機関
- 更生医療指定医療機関
- 原子爆弾被爆者指定医療機関
- 公害医療機関
- 保険医療機関
- 国民健康保険医療機関
- 労災保険指定医療機関
- 乳がん検診登録検診機関
- 生活習慣病予防検診指定医療機関
- 茨城県肝炎精密診断治療医療機関
- 全国健康保険協会指定医療機関
- 茨城県肝疾患専門医療機関

## 交通アクセス
- JR宇都宮線古河駅よりJRバスを利用。
[1]、[3]、[5]、[6]系統（女沼経由）は日赤入口バス停、[2]系統（駐屯地経由・平日のみ2便）は日赤前バス停利用。
- 古河市からは、はぐるりん号東コース、友愛記念方面行きを利用し「古河赤十字病院」で下車することも可能。